# Бенні Кеянсі
Бенні Кеянсі (нід. Benny Kejansi, нар. 16 грудня 1973) — суринамський футболіст, який грав на позиції нападника. Відомий за виступами у суринамському клубі «Інтер» (Мунготапу), у складі якого був двократним чемпіоном країни, та у складі національної збірної Суринаму, відзначався забитими м'ячами у відбірковому турнірі Золотого кубка КОНКАКАФ.

## Клубна кар'єра
Бенні Кеянсі розпочав виступи на футбольних полях в 1999 році в складі суринамської команди «Інтер» з міста Мунготапу. У сезоні 1999—2000 років він став кращим бомбардиром чемпіонату Суринаму разом із Іфенідо Влійтером, відзначившись 24 забитими м'ячами. У сезонах 2006—2007 та 2007—2008 років у складі команди ставав чемпіоном країни. У 2008 році завершив виступи на футбольних полях.

## Виступи за збірну
У 1999 році Бенні Кеянсі дебютував у складі національної збірної Суринаму. У складі збірної брав участь у кваліфікаційних турнірах чемпіонату світу з футболу та Золотого кубка КОНКАКАФ, а також у турнірах Карибського кубка. У складі збірної грав до 2002 року, провів у складі збірної 13 матчів, у яких відзначився 8 забитими м'ячами.